# Buenaventura Fernández de Córdoba y Spínola
Buenaventura Fernández de Córdoba-Figueroa y Spínola de la Cerda, anomenat també Ventura i a voltes el cognom Spínola com Espinosa, (Madrid, 23 de febrer de 1724-6 de gener de 1777) va ser un religiós i noble castellà, va ser cardenal de l'Església Catòlica i Patriarca de les Índies Occidentals. Va tenir l'estimació del rei Carles III i la seva cort, a la qual va viure gran part de la seva vida, i on va desenvolupar les seves activitats al voltant de la capella reial i altres càrrecs annexos a l'exercici d'aquesta dignitat al palau reial.

## Biografia
Fill del duc de Medinaceli Nicolás Fernández de Córdoba y de la Cerda i de la seva esposa Jerónima Spínola y de la Cerda. Va realitzar la carrera de Lletres. Inicialment va ostentar les dignitat d'ardiaca de Talavera i abat de Rute i Oñate, a més d'esdevenir sumiller de cortina del rei Carles III, el qual el 1761, a la mort del cardenal Mendoza, li va atorgar la dignitat de Patriarca de les Índies Occidentals i Vicari General de l'exèrcit i de l'armada, a més dels càrrecs de capellà i almoiner major, així com el de jutge de la capella reial i abat d'Alcalá la Real.
El 28 de juny d'aquell any també va ser consagrat arquebisbe de Neocesàrea al monestir de San Jerónimo el Real de la mà de l'inquisidor general Manuel Quintano Bonifaz;va ser el seu padrí de cerimonia el marquès de Montealegre en nom del monarca. Poc després, el 23 de novembre, el papa Climent XIII el va crear cardenal de l'església del títol de San Lorenzo in Panisperna. El rei va rebre la birreta cardenalícia, imposada a Fernández de Córdoba a l'Oratori Reial del Palau d'El Pardo el 14 de febrer de 1762. Més tard, el 1769 va anar a Roma per assistir a l'elecció del nou pontífex, on va sortir electe Climent XIV el 19 de maig de 1769. El papa va acomiadar-se del cardenal amb grans honors i senyals d'estimació i li va regalar un Agnus Dei i un reliquiari d'argent de gran qualitat que contenia relíquies dels sants dels ordes menors, i a més li va donar l'encàrrec de lliurar a Carles III una relíquia de sant Antoni de Pàdua. Quan el 1771, Carles III va instituir l'Orde de Carles III, el va nomenar gran canceller i ministre principal d'aquesta. Per l'estimació que tenia del monarca i la resta de cortesans, va romandre a la cort.
Va continuar vivint a la cort de Madrid fins al 6 de maig de 1777, quan va morir al carrer d'Alcalá, on residia. El dia 8 va ser conduït amb honors militars a l'Església del Col·legi de Santo Tomás, on amb l'assistència de la capella reial, se'l va enterrar al centre de l'església. En el seu testament va deixar la seva hisenda per fundar una casa per a l'ensenyament de nens i nenes pobres i òrfens.